# 堀越武
堀越武（日语：／ Horikoshi Takeshi，1943年5月18日—），日本男子举重运动员。他曾代表日本参加1970年亚洲运动会举重比赛，获得一枚金牌。他也曾参加1976年夏季奥林匹克运动会。